# 格雷格·布朗宁
格雷格·布朗宁（英語：Greg Browning，1953年2月14日—），澳大利亚男子曲棍球运动员。他曾代表澳大利亚国家队参加1972年和1976年夏季奥林匹克运动会曲棍球比赛，其中1976年奥运会获得一枚银牌。